# Craniospermum
Craniospermum es un género de plantas con flores perteneciente a la familia Boraginaceae.  Comprende 8 especies descritas y de estas, solo 5 aceptadas.

## Taxonomía
El género fue descrito por Johann Georg Christian Lehmann  y publicado en Plantae e Familiae Asperifoliarum Nuciferae 3, 336, pl. 50. 1818.

## Especies aceptadas
A continuación se brinda un listado de las especies del género Craniospermum aceptadas hasta septiembre de 2013, ordenadas alfabéticamente. Para cada una se indica el nombre binomial seguido del autor, abreviado según las convenciones y usos.
- Craniospermum canescens DC.
- Craniospermum mongolicum I.M.Johnst.
- Craniospermum subfloccosum Krylov
- Craniospermum subvillosum Lehm.
- Craniospermum tuvinicum Ovczinnikova